# مسجد الاقمر
مسجد اقمر (عربی: الجامع الأقمر‎، آوانگاری: al-jāmiʿ al-aqmar، ت. «مسجد مهتابی») در قاهره، مصر به‌عنوان یک مسجد محلی توسط وزیر المأمون البطائحی در دوران خلافت فاطمیان در سال‌های ۱۱۲۵–۱۱۲۶ دوران مشترک (۵۱۹ گاه‌شماری هجری قمری) ساخته شد. این مسجد در خیابانی واقع شده که زمانی شاهراه اصلی و مرکز تشریفاتی قاهره بوده است و امروزه به نام خیابان معز شناخته می‌شود. مسجد اقمر در نزدیکی کاخ‌های خلفای فاطمی قرار دارد. این مسجد یکی از مهم‌ترین آثار معماری فاطمی و قاهره اسلامی محسوب می‌شود، زیرا دارای تزئینات منحصر به فرد در نمای بیرونی و طرحی نوآورانه در نقشه داخلی خود است.

## تاریخچه

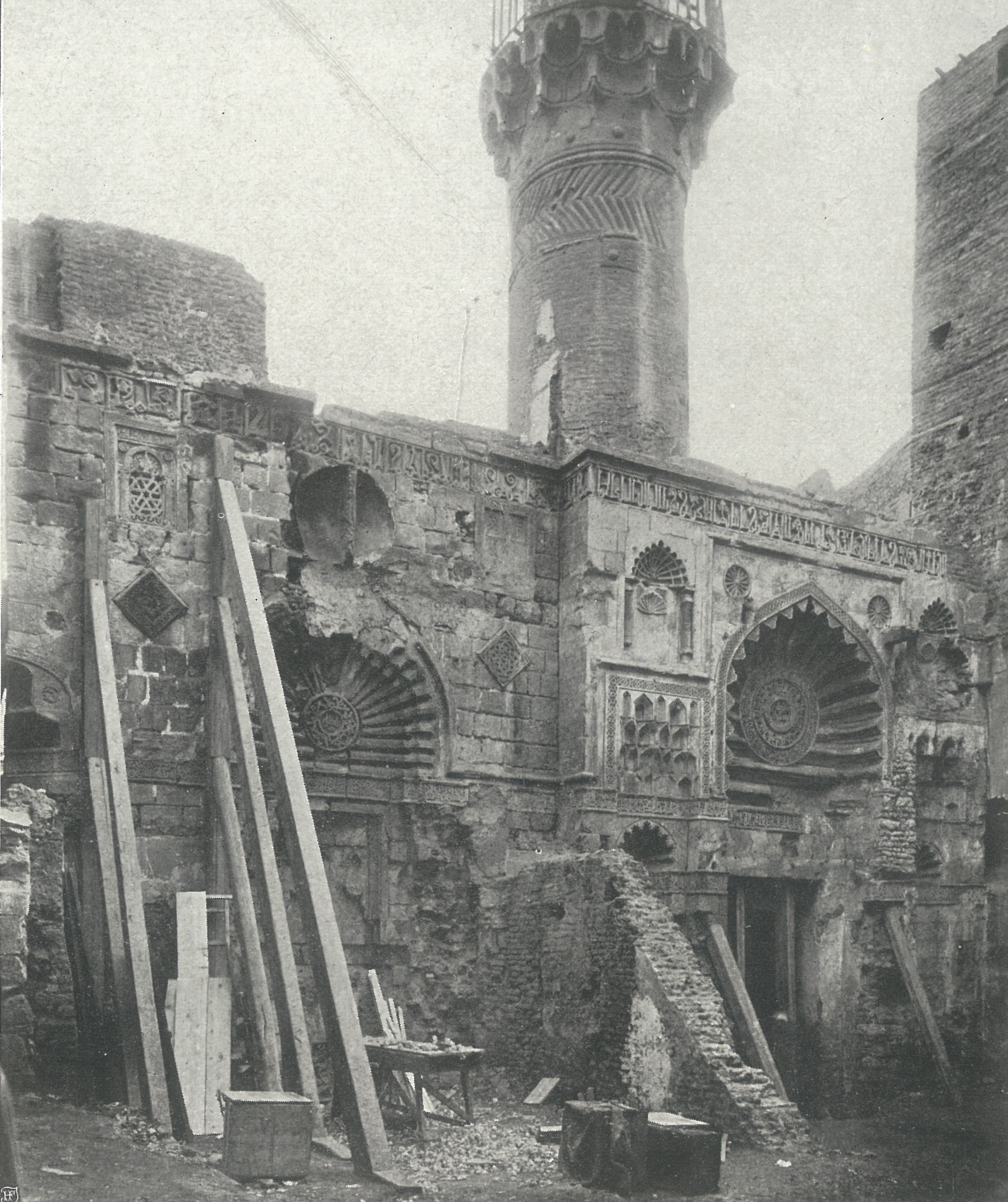
مسجد در سال ۱۹۰۶، پیش از مرمت‌های مدرن (نیمه راست نما از بین رفته بود).

این مسجد توسط وزیر المأمون البطائحی، که از سال ۱۱۲۱ تا ۱۱۲۵ در دوران منصور الآمر بأحکام‌الله خدمت می‌کرد، ساخته شد. او در دورانی که خلافت فاطمی با بحران‌های شدید سیاسی و معنوی مواجه بود، از جمله پس از حمله ناگهانی نخستین جنگ صلیبی، به قدرت رسید. او مجموعه‌ای از اصلاحات را آغاز کرد و جنبه‌های تشریفاتی خلافت را در دربار و میان مردم احیا نمود. وی همچنین دیگر پروژه‌های ساختمانی و مرمتی را در داخل کاخ‌های خلفای فاطمی اجرا کرد. او اندکی پس از تکمیل مسجد در سال ۱۱۲۵ دستگیر و سه سال بعد اعدام شد.: ۳۷  او پس از مرگ پدرش در فقر بزرگ شد و پیش از آنکه توسط وزیر افضل شاهنشاه (وزیر پیشین) به کار گمارده شود، در مشاغل کم‌درآمدی فعالیت می‌کرد که گفته می‌شود شامل یادگیری مهارت‌های ساختمانی نیز بوده است. این تجربه اولیه ممکن است او را به سوی دستاوردهای معماری بعدی‌اش سوق داده باشد.

## معماری
این مسجد به‌عنوان یک اثر «پیشگامانه» در تاریخ معماری قاهره شناخته می‌شود. اهمیت آن به‌ویژه به دو ویژگی برجسته مربوط می‌شود: تزئینات نمای بیرونی و طراحی نقشه داخلی آن.